# Parachaeturichthys polynema
Parachaeturichthys polynema é uma espécie de peixe da família Gobiidae e da ordem Perciformes.

## Morfologia
- Os machos podem atingir 15 cm de comprimento total.[5][6]

## Habitat
É um peixe marítimo, de clima tropical e demersal.

## Distribuição geográfica
É encontrado na Austrália, China (incluindo Hong Kong), Índia, Indonésia, Japão, Omã, Papua-Nova Guiné, nas Seychelles, África do Sul e Taiwan.

## Observações
Não se pode comer já que é venenoso para os humanos (contém tetrodotoxina, a qual bloqueia os canais de sódio das células e produz insensibilidade nervosa e paralisia muscular).